# Lapinsaari (ö i Finland, Södra Savolax, Nyslott, lat 61,82, long 28,65)
Lapinsaari är en ö i Finland. Den ligger i sjön Pihlajavesi och i kommunen Nyslott i  landskapet Södra Savolax, i den sydöstra delen av landet, 270 km nordost om huvudstaden Helsingfors. Öns area är 1,04 kvadratkilometer och dess största längd är 2,4 kilometer i öst-västlig riktning.